# Birchwood
Birchwood è un paese di 11.395 abitanti della contea del Cheshire, in Inghilterra.